# الأخبار (جريدة مصرية)
جريدة الأخبار وهي جريدة يومية رسمية تصدر في القاهرة، وتُوزَع في مصر والعالم العربي. أسسها الأخوان مصطفى وعلي أمين سنة 1952 عن مؤسسة أخبار اليوم ورئيس التحرير أسامة السعيد.